# Загублена душа (фільм)
«Загу́блена душа́» або «Втра́чена душа́» (італ. Anima persa) — італійсько-французький кінофільм 1977 року, драма з елементами джалло та готики, поставлена режисером Діно Різі з італійським актором Вітторіо Ґассманом і французькою акторкою Катрін Деньов в головних ролях, а також Даніло Маттеї й Анісе Альвіною в другорядних ролях. В основі сюжету історія про молодого художника, що приїжджає у Венецію аби навчатися в місцевій академії живопису. Поселившись в будинку своїх дядька та тітки, хлопець починає підозрювати, що за уявним добробутом і забезпеченістю подружжя ховається якась таємниця, а також дізнається, що вдома крім них та економки є хтось ще, адже по ночах з горища чутно фортепіанну мелодію. Стрічка є адаптацією однойменного роману, написаного 1966 року італійським письменником Джованні Арпіно.

## Сюжет

Еліза та Тіно

19-річний Тіно (Даніло Маттеї), дещо невпевнений, але симпатичний молодий чоловік, приїжджає з глибокої провінції до Венеції, щоб вступити до художньої академії. Він гостює в старовинному палаццо своїх дядьків, що розташований в самому центрі міста на одному з венеційських каналів. Дядько хлопця, Фабіо Штольц (Вітторіо Ґассман) — інженер місцевої газової компанії, важливий і відповідальний чоловік, що багато часу проводить на роботі через свою вкрай серйозну посаду. Його дружина, Еліза (Катрін Деньов) — струнка, тендітна жінка зі слабким здоров'ям, яка у всьому підкоряється своєму чоловікові. Попри те, що подружжя Штольців живе у будинку, який належить Елізі, Фабіо ставиться до неї, як до дитини: владно, а часом і з презирством. Тітка зустрічає Тіно з радістю, ніби відчуває ковток свіжого повітря у своєму житті. Приїзд племінника висвітлює ще більше деталей сімейного життя Шольців: Еліза страждає від мігреней і алкоголізму, а чоловік, здається, ненавидить її.
Після обіду синьйора Штольц проводить племінника до його кімнати. За винятком кількох приміщень, в яких живе вона з чоловіком, венеційський особняк майже повністю пустує та розвалюється. У розмові з Елізою Тіно дізнається, що дядьки сплять в окремих кімнатах і виявляє двері, за якими ховаються сходи, що ведуть на горище, після чого тітка попереджає юнака:
|   | Це закрита кімната. Ніколи не лізь на цю драбину! Там гнила деревина, вона може зламатися. Оригінальний текст (італ.) È una stanza chiusa. Non salire mai questa scala! È legno marcio, può rompersi. |
| — | |

Після вечері, вночі, Тіно чує дивні звуки, що доносяться з горища: фортепіанну мелодію, яку, здається, грає дитина. На наступний день, в художній академії Тіно знайомиться з молодою натурницею Лючією (Анісе Альвіна), що позує йому в студії оголеною. Хлопцю стає цікаво дізнатися, що відбувається в цьому таємничому палаццо, і поступово молодик відкриває минуле, яке продовжує переслідувати мешканців будинку. У цьому йому допомагає Лючія.
Одного разу стара економка Аннетта (Естер Карлоні) вирішує допомогти молодику піднятись на горище. Придивившись у вічко замкнених дверей, Тіно бачить дивного чоловіка, дуже схожого на свого дядька. Він бігає у халаті, кидається предметами та, здається, насолоджується розмальовуванням обличчя яскравими фарбами та непристойним висовуванням язика.

Фабіо, проїжджаючи повз психлікарню:
— Ти знаєш чому вони замкнені?… Божевільні, як і діти, знають правду. А люди бояться правди

Від Аннетти Тіно дізнається, що там, серед своїх старих інструментів і мотлоху, живе божевільний брат Фабіо — Берто, що колись був професором ентомології. Він збожеволів після того, як через нього загинула 10-річна Беба, донька Елізи від попереднього шлюбу, яку він дуже любив. За словами тітки Елізи, Берто настільки був зачарований красою її доньки, що втратив розум і спонукав Бебу кинутися в канал. Відтоді він усамітнився на горищі та більше ніколи не виходив з дому. Фабіо, щоб не дати своєму братові померти в притулку для психічно хворих, піклується про нього: миє, голить і періодично викликає йому повій. Фабіо — єдина людина, яку професор готовий бачити та кому він дозволяє керувати собою.
Однак існує зовсім інша версія історії. За словами дядька Фабіо, коли він одружився з Елізою, вона була вдовою і мала десятирічну доньку, яку він любив, як свою рідну. У пориві ревнощів через невинну прихильність Беби та Фабіо, саме Еліза спричинила смерть своєї доньки від пневмонії. Тіно, вражений історією божевільного Берто, усіма способами намагається зустрітися з чоловіком, але марно. Крім того, хлопець ставить собі питання: «Де могила Беби?» На місцевому кладовищі від неї не залишилося й сліду.
Дедалі більше заінтригований Тіно виявляє ще одну брехню сім'ї Штольц: його дядько вже близько десяти років не ходить на роботу, а проводить дні з друзями, розтринькуючи статки Елізи в казино. Нарешті одного разу Тіно знаходить на горищі двері відчиненими та дізнається приголомшливе пояснення таємниці: ніякого божевільного близнюка Берто не існує… Останнє відкриття Тіно спонукає юнака покинути Венецію, кинути Лючію і живопис.

## Знімальна група

### Акторський склад
| Актор              | Роль                                    | В оригіналі     |
| ------------------ | --------------------------------------- | --------------- |
| Вітторіо Ґассман   | Фабіо Штольц                            | Fabio Stolz     |
| Катрін Деньов      | Еліза Штольц                            | Elisa Stolz     |
| Даніло Маттеї      | Тіно                                    | Tino            |
| Анісе Альвіна      | Лючія                                   | Lucia           |
| Естер Карлоні      | Аннетта                                 | Annetta         |
| Мікеле Капніст     | герцог                                  | il duca         |
| Джино Кавальєрі    | Версатті                                | Versatti        |
| Анджело Боскаріоль | чоловік у казино (у титрах не вказаний) | uomo al casinò  |
| Арістіде Капорале  | чоловік у казино (у титрах не вказаний) | uomo al casinò  |
| Йоланда Фортіні    | жінка в казино (у титрах не вказана)    | donna al casinò |

### Основний творчий колектив
- Режисер: Діно Різі;
- Сценарій: Бернардіно Дзаппоні, Діно Різі;
- Оператор-постановник: Тоніно Деллі Коллі (Technospes, VistaVision);
- Музика: Франсіс Ле, аранжував Крістіан Гобер (C.A.M.);
- Монтаж: Альберто Джаллітті[it];
- Художник: Лучано Річчері[it].

### Знімання
- Костюми: Лучано Річчері[it];
- Макіяж: Джуліо Наталучі, Альфонсо Ґола;
- Зачіски: Джузі Бовіно;
- Асистент режисера: Клаудіо Різі[it];
- Асистенти художника-постановника: Еціо Ді Монте, Паоло Б'яджетті[it];
- Оператор: Карло Тафані;
- Асистент оператора: Сандро Батталья;
- Асистенти монтажу: Анна Наполі, Лідіа Пасколіні;
- Звук: Вітторіо Массі;
- Оператор стріли: Коррадо Вольпічеллі;
- Монтаж звуку: Романо Кеккаччі;
- Звукові ефекти: Ренато Марінеллі;
- Фотограф: Югет Ру;
- Асистент по костюмах: Антоніо Рандаччо;
- Керівник сценарію: Беатріче Банфі;
- Прес-аташе: Марія Руле.

### Постпродукція
- Продюсери: Піо Анджелетті[it], Адріано Де Мікелі[it];
- Продакшен-менеджер: Маріо Д'Алессіо;
- Супервізори продакшену: Альберто Пассоне, Гастоне Де Маттіа;
- Секретар продакшену: Фаусто Капоцці;
- Адміністратор: Роберто Меццарома.

## Виробництво

### Розробка сюжету

Джованні Арпіно

1966 року було опубліковано роман «Загублена душа» (італ. Un'anima persa) італійського письменника та журналіста Джованні Арпіно. Літературний критик Лоренцо Мондо назвав працю Арпіно найбільш «туринською» в порівнянні з іншими. Події повністю відбуваються в Турині, а книга побудована у формі щоденника, схожого на роман «Молода черниця» (італ. La suora giovane), який приніс славу письменнику. Мондо побачив у цьому творі посилання «на ясну іпостась божевілля, на протиставлення між захопленням злом і обмеженістю чесноти», як у «Докторі Джекіллі» Роберта Луїса Стівенсона та «Двійнику» Фьодора Достоєвского.

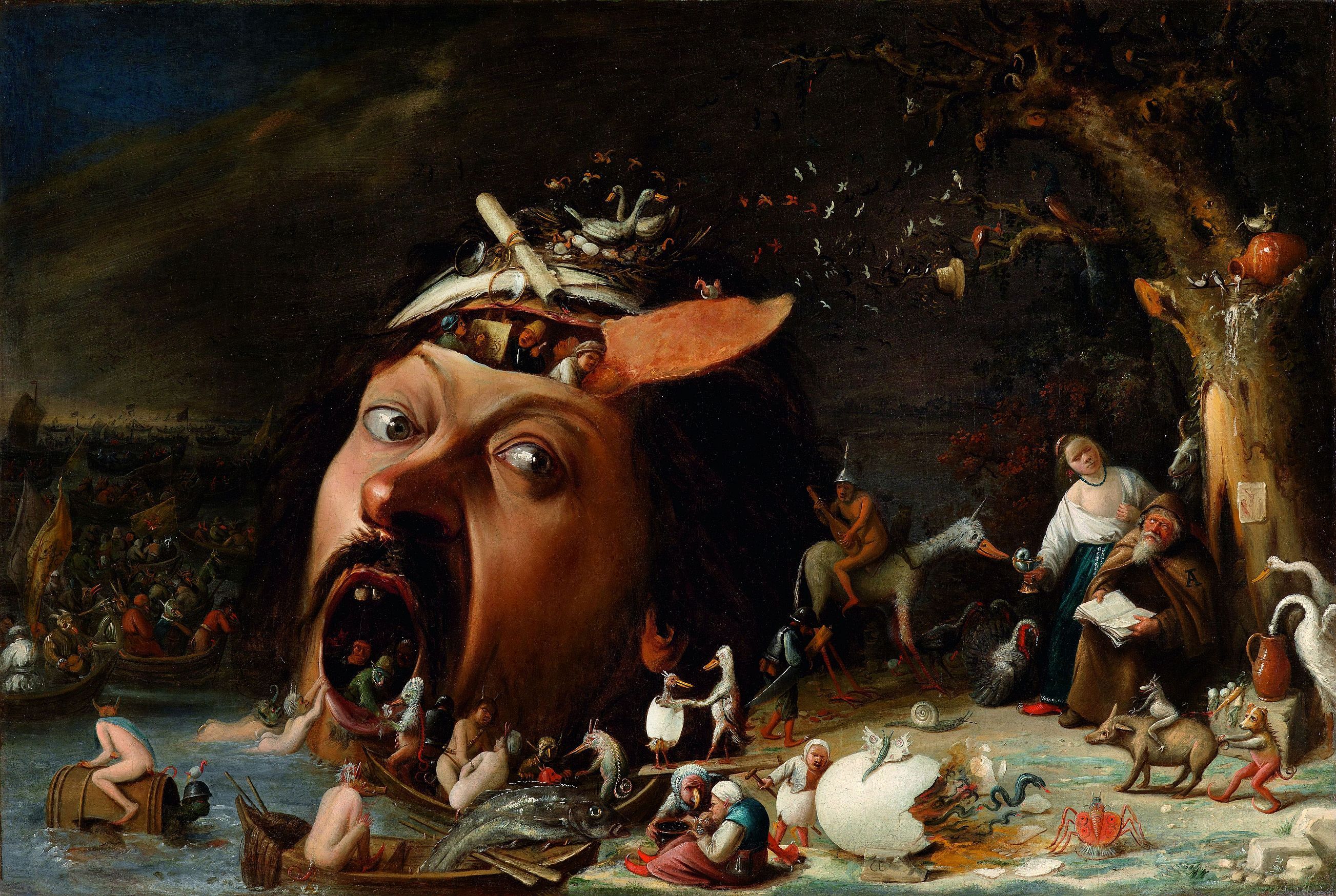
Спокуса Святого Антонія (Йос ван Красбек), Йос ван Красбек, прибл. 1650 рік

Письменник і журналіст Ґвідо Пйовене визнав «Загублену душу» Арпіно найкращою книгою автора разом із «Молодою черницею» та порівняв цей роман зі спокусою святого Антонія, яку часто зображали різні художники, дійшовши висновку, що негативний досвід, який пережив головний герой, змушує його розвивати свого роду «страх до життя» (італ. spavento di vivere).
Через десять років після першої публікації книжки Діно Різі вирішив екранізувати цей похмурий роман. Режисер спробував повторити комерційний успіх його попередньої адаптації Арпіно, «Запаху жінки» (італ. Profumo di donna) 1975 року, але це врешті не вдалося. До адаптації сюжету було запрошено Бернардіно Дзаппоні, відомого письменника та сценариста, який працював із Федеріко Фелліні («Тобі Дамміт», «Сатирикон», «Рим», «Казанова»), Хуаном Бунюелем («Леонор») і Даріо Ардженто («Темно-червоний»), і який не вперше стикався з готичним жанром, зважаючи хоча б на опубліковану ним збірку оповідань Gobal 1967 року. Фільм став для Різі чи не першим, з тих де він відійшов від комедійної сатири на італійське суспільство. Пізніше він зняв ще кілька джалло, як то «Кімната єпископа» (італ. La stanza del vescovo) 1977 року, а 1981 року разом з Дзаппоні було знято готичну драму «Привид кохання» (італ. Fantasma d'amore) з Ромі Шнайдер і Марчелло Мастроянні в головних ролях.
В екранізації сценаристи змінили місце дії стрічки з Турина на Венецію («літню жінку з неприємним запахом з рота», як про це місто сказано в фільмі). На додаток до цього, Різі та Дзаппоні змінили імена, риси та характеристики персонажів Арпіно. Інженер Серафіно Каландра перетворився на Фабіо Штольца, а його, схожа на бика, дружина Ґалла (італ. Galla) стала тендітною Елізою.

### Фільмування
За даними Публічного реєстру кінематографії, знімання розпочали 25 квітня 1976 року. Фільмування відбувалося у Венеції та римській студії Incir-De Paolis. Екстер'єром було використано архітектуру Венеції: галерею Академії, міст Ріальто, а також пейзажі під час морської прогулянки на човні до цвинтаря Сан-Мікеле. Задля висвітлення хворобливої та зловісної сторони історії та створення образу «готичного будинку» було обрано будинок-музей Палаццо Фортуні.

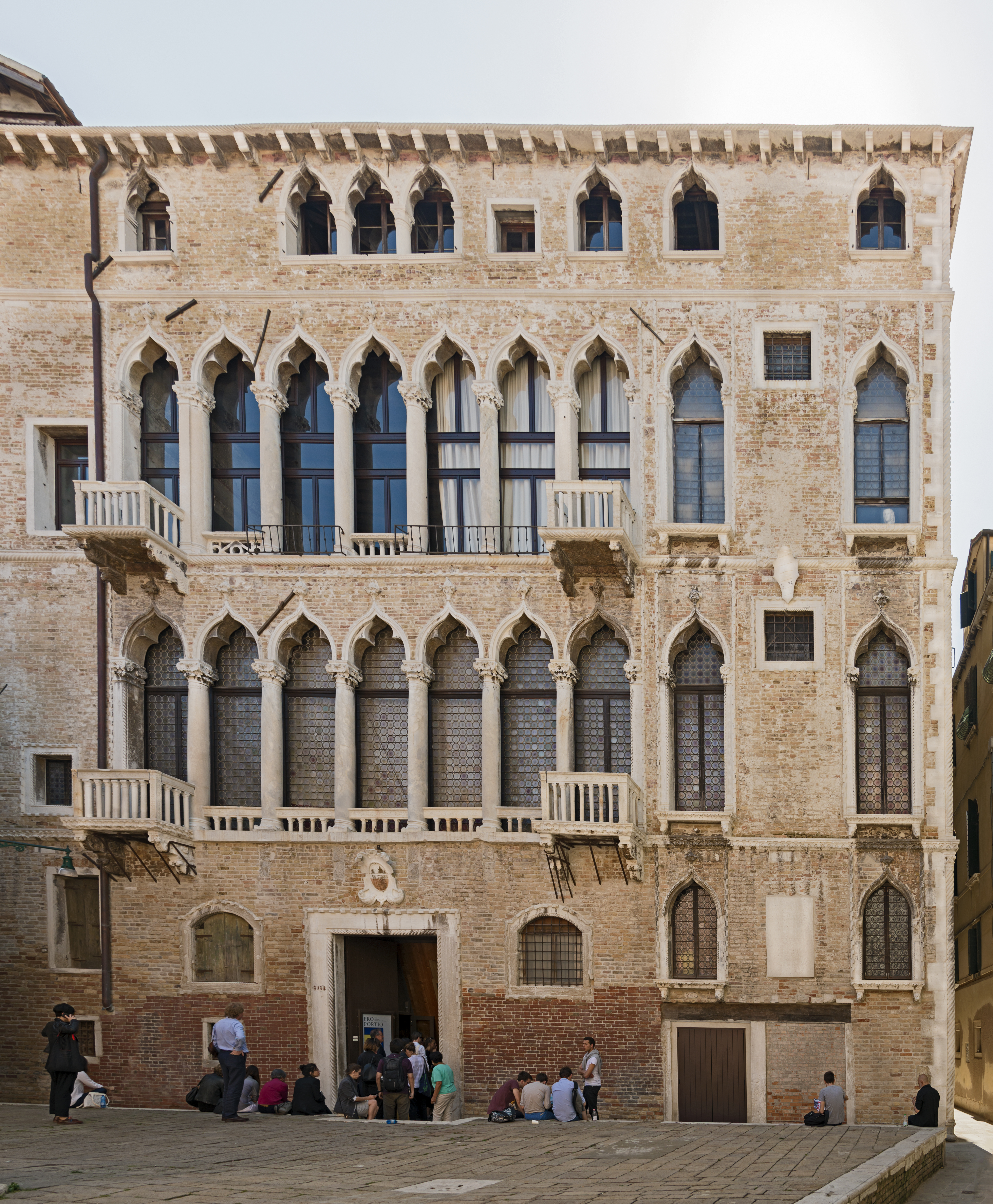
Палаццо Фортуні[it], будинок родини Штольц у фільмі, фото 2015 року
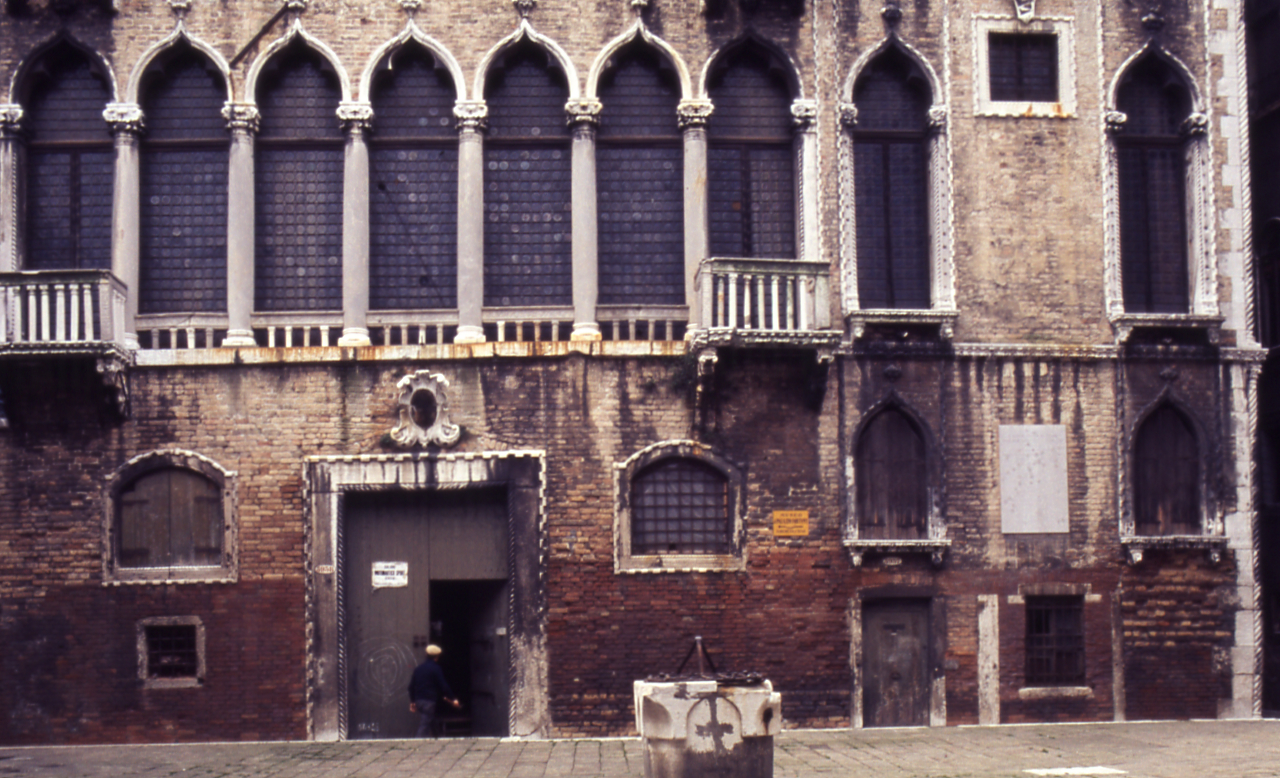
Палаццо Фортуні в 1982 році, фото Паоло Монті
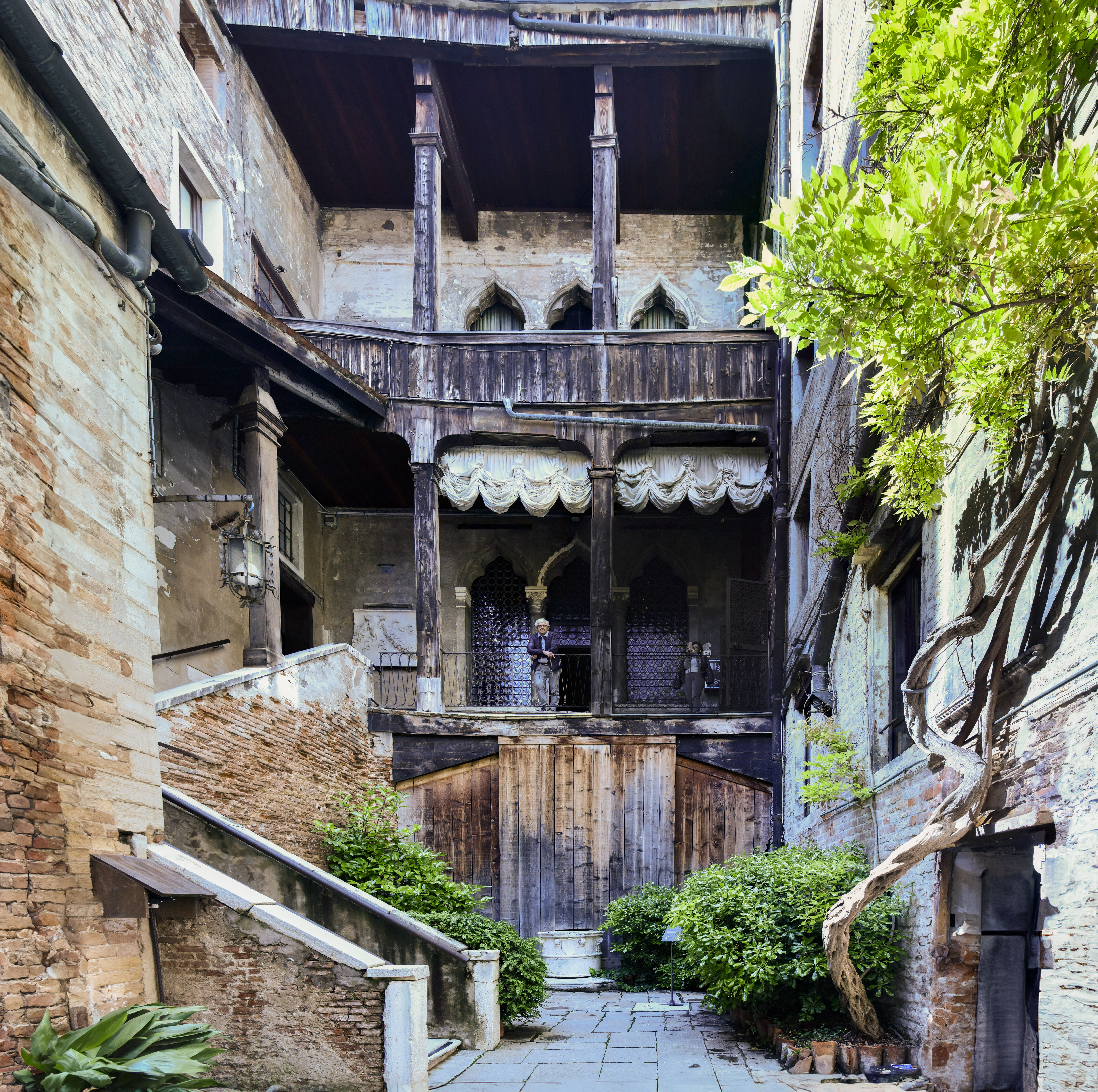
Внутрішній двір палаццо, 2006 рік
Кадр з однієї з перших сцен фільму, коли Еліза зустріла Тіно на задньому дворі палаццо

Головну роль інженера Фабіо Штольца (у романі — Серафіно Каландра) виконав видатний італійський актор Вітторіо Ґассман у притаманній йому вишуканій манері. Це була далеко не перша співпраця Ґассмана та Різі: на той час вони разом зняли понад десять стрічок, найпопулярнішими з яких стали «Обгін» (італ. Il sorpasso) 1962 року, «Іменем італійського народу» (італ. In nome del popolo italiano) 1971 року та «Запах жінки» (італ. Profumo di donna) 1975 року. Виконання ролі актором характерно не лише зовнішнім виглядом персонажа (строгі риси обличчя, густі брови, статура), а й мімікою. Здається, він здатний контролювати кожен м'яз обличчя[джерело?].
Еліза описана в книзі як товста, обожнювана і водночас дурна жінка, що подібно собаці, стала сумною, приниженою та ув'язненою в своєму ж власному домі. На роль головної героїні було запрошено 33-річну французьку акторку Катрін Деньов, що на думку італійського есеїста та кінокритика Роберто Курті могло бути комерційним ходом для потреб спільного італійсько-французького виробництва.
Кількість персонажів і набір акторів фільму був не надто великим. Другорядні ролі виконали переважно італійці: Даніло Маттеї зіграв хлопця Тіно, від імені якого розказана історія; його дівчину, пустотливу натурницю Лючію, зіграла французька фетиш-акторка Алена Роб-Ґріє — Анісе Альвіна; роль економки в палаццо Штольців, Аннетти, грала Естер Карлоні; також в акторському складі були Мікеле Капніст, Джино Кавальєрі та інші.

### Звук і саундтрек
Музику до фільму написав французький композитор Франсіс Ле під аранжуванням Крістіана Гобера. Окрім них над звуком стрічки працювали: Вітторіо Массі, оператор стріли Коррадо Вольпічеллі та монтажер Романо Кеккаччі, а за звукові ефекти був відповідальний Ренато Марінеллі. 1976 року італійська компанія зі звукозапису CAM (Creazioni Artistiche Musicali) випустила 35-хвилинну LP-збірку на двох вінілових платівках під назвою Anima Persa (Colonna Sonora Originale). Запис проходив у дочірній студії RCA. Зазвичай, працю Ле класифікують як поєднання джазу, року та попмузики, хоча стиль композитора тяжіє до лаунжу, легкої музики та м'якого джазу. Оригінальний альбом Anima Persa (Colonna Sonora Originale) містив наступні композиції:
| #   | Назва                      | Тривалість |
| --- | -------------------------- | ---------- |
| 1.  | «Anima Persa»              | 3:00       |
| 2.  | «Per I Canali Di Venezia»  | 1:10       |
| 3.  | «Il Segreto»               | 3:50       |
| 4.  | «Anima Persa»              | 3:15       |
| 5.  | «Il Valzer»                | 3:15       |
| 6.  | «In Chiesa»                | 3:51       |
| 7.  | «Tino E Lucia»             | 2:51       |
| 8.  | «La Scoperta Di Beba»      | 1:12       |
| 9.  | «Il Manicomio»             | 1:23       |
| 10. | «Incontro Di Tino E Lucia» | 0:55       |
| 11. | «L'Accademia»              | 1:08       |
| 12. | «Lucia»                    | 0:45       |
| 13. | «Zia Elisa»                | 2:35       |
| 14. | «Rivelazione E Finale»     | 5:48       |

Крім оригінальної платівки компанія CAM випустила також 7-дюймовий двосторонній вініл саундтреку з двома композиціями: власне, сам саундтрек Anima Persa і на другій стороні — Tino E Lucia. Крім видань музичного альбому й окремого саундтреку в Італії CAM дозволили окремі релізи музики Ле в інших країнах. У Франції виданням платівки Âmes Perdues (Bande Originale Du Film) зайнялась компанія Polydor Records. Вінілове видання містило ті ж самі треки, що й оригінальний італійський альбом: шість з однієї сторони та вісім з іншої. Виробництвом платівок займалася компанія C.I.D.I.S. Louviers. Іспанське видання альбому Almas Perdidas (Banda Sonora Original) організувала спільна компанія звукозапису лейблів Odeon Records і EMI. Кількість треків і їх розміщення на платівці ідентичне французькій версії.
1991 року компанія CAM випустила CD-реліз музичного альбому під назвою Anima Persa (Original Soundtrack). Звук було виконано у форматі Dolby Surround, а композиції оригінальної вінілової версії розміщені на одній стороні зі збереженням тривалості аудіодоріжок. Видання було зроблено в рамках серії CAM's Soundtrack Encyclopedia. Окремий реліз того ж видання було зроблено 1992 року французькою мовою.
2019 року вийшло чергове CD-видання альбому завдяки дистриб'ютору Digitmovies під назвою Anima Persa (Original Motion Picture Soundtrack). Крім 14 композицій попередніх релізів було також додано шість додаткових ремейків:
| #  | Назва                                        | Тривалість |
| -- | -------------------------------------------- | ---------- |
| 1. | «Il Manicomio (Alternate Take)»              | 0:57       |
| 2. | «Anima Persa (Carillon)»                     | 0:44       |
| 3. | «Anima Persa (Tonio Nella Stanza)»           | 2:35       |
| 4. | «Anima Persa (Malinconia E Momento Barocco)» | 1:00       |
| 5. | «Anima Persa (Piano Solo)»                   | 2:37       |
| 6. | «Il Segreto (Alternate Take)»                | 1:25       |

## Характеристика

### Характеристика оригінального твору

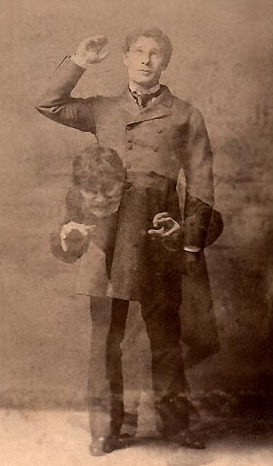
Доктор Джекілл і містер Гайд (персонаж), алюзія до головного героя Інженера та божевільного Професора в романі

В інтерв'ю літературному журналу L'Europa letteraria наприкінці 1964 року Джованні Арпіно описав головного героя книги, над якою він працював, як «такого собі італійського доктора Джекілла». У результаті роман «Загублена душа» (італ. Un'anima persa), опублікований 1966 року, повторив тему двійника з новели Стівенсона — головний герой вигадав собі божевільне альтер его, якому приписав власні недоліки, слабкості та патології. Автор помістив його в Турин: місто з двома обличчями, де спекотна повсякденна сірість протиставляється нічному життю. Втіленням першої є газовий завод, де протагоніст роману інженер Серафіно Каландра, здається, проводить свої робочі дні. З іншої сторони — зустрічі з картярами в кафе та гральних залах.
Арпіно зберіг типову готичну структуру оповідання: історія, розказана від імені 16-річного Тіно, гостя у будинку свого дядька-інженера, розгортається протягом одного тижня перед випускними іспитами та подається крізь призму аномальної чутливості підлітка. На додаток, письменник розробив основне місце дії, своєрідний «будинок з привидами», де більша частина дій відбувається у лабіринті. Задушливий простір, представлений особняком для середнього класу, населяють готичні образи. Письменник переосмислив концепцію «готичного будинку»: портрет інженера, що вимальовується в пам'яті; «заборонена кімната», де протягом 20 років усамітнено живе Професор (божевільний близнюк Інженера). Персонажі Арпіно також розроблені відповідно до типових готичних кліше. Зокрема, шизофренік Серафіно (Інженер), «роз'їдений таємничою хворобою під шкірою та кістками» схожий на вампіра, що живе коштом своєї дружини та прогулює сімейні капітали, граючи в рулетку, жертва світу, якому більше не належить.
Зрештою, роман розділяє типовий для готики погляд на світ, як «простір невикорінного зла». «Мені завжди було страшно», — каже Тіно на початку, і «У мене більше немає сил боротися зі своїм страхом, тепер я плаваю в ньому», — такий його висновок. «Загублена душа» Арпіно був виховним романом, написаним у стилі готичної казки. Виховний роман не призводить до реального дорослішання Тіно. Перехід до дорослого життя несе не прогрес, а пристосування, не перемогу, а лише усвідомлення її неможливості. Парадоксальна історія інженера Каландри, подібна до казки Стівенсона, розкриває внутрішню жахливість сучасного буржуазного суспільства: жах марнотратства та страх наближення абсолютного краху життя.

### Жанр і художні засоби екранізації
Біограф Ренцо Монтаньяні, Даміано Колантоніо, на сторінках італійського кіножурналу Nocturno писав, що стрічка знаходиться на півдорозі між готикою й драматизмом, між трилером і трагікомедією. З перших світанкових кадрів на Каналі Ґранде Венеції з її ледь освітленими палацами та гондолами, що везуть примарні тіні, стає зрозуміло, що Різі вирішив підкреслити «готичний кут» історії, працюючи над структурою оповіді, «схожої або на кошмар, або на проєкцію несвідомого страху». Авторам стрічки вдалося занурити глядача в загадкову, таємничу, смутну та клаустрофобну атмосферу. Сценарист Бернардіно Дзаппоні використав для цього типові готичні прийоми: занапащений будинок, «де кімнати утворюють заплутаний лабіринт, а відчинені двері ведуть у новий психологічний і моральний простір»; заборона входу на горище і таємниця, яку воно приховує; фортепіанна мелодія, пов'язана з присутністю «дитини-привида» Беби, могилу якої неможливо знайти та, врешті-решт, чиє існування стає центральним в історії. Дзаппоні та Різі також ввели елементи новизни:
- посилання на німецького поета-романтика Фрідріха Гельдерліна, чиї твори читав персонаж Ґассмана і чиї психічні проблеми чимось нагадували його власні;
- згадування «Серединної Європи» (однієї з улюблених тем, про які любить розмовляти Фабіо), яка працює як географічне посилання на готичну традицію;
- і сюрреалістичний анекдот про фобію божевільного професора: страх, що риси його обличчя зникнуть[11].

Крім того, Різі звернувся до популярного готичного прийому, широко використовуючи гротеск, подібно до того, як він застосував його у своїх комедіях. Наприклад, при зніманні пантомім професора, які Тіно бачив у вічко двері, використовувався ширококутний об'єктив, що перетворив вуаєристичне напруження роману на образи, підкреслюючи такі деталі, як непристойно оголений язик божевільного, і роблячи з професора тривожну, жахливу, клоунську фігуру.

border
Ґассман в образі божевільного Берто
border

### Характеристика персонажів
Головний герой фільму (перейменований з Серафіно Каландра на Фабіо Штольца), якого зіграв Вітторіо Ґассман, став балакучим естетом, авторитарним чоловіком із суворим поглядом, гордовитим і непримиренним темпераментом. Людина суворої моралі, який настільки пишається своїм австро-угорським походженням, що визначив німецьку мову як «солодку мову Ґете» і нарікав, що «якби не було Рісорджименто, ми все ще були б частиною цивілізованої Європи». Фабіо відразу показує себе людиною великої культури, шанувальником мистецтва, наділеним сильним самовладанням. Чоловік завжди елегантний, як в одязі, так і в манерах, видатний і формально бездоганний, але інтимно-садистський і жорстокий.
Акторство мало чим відрізняється від психічного захворювання: актор не робить нічого, крім того, що ділиться своєю особистістю з іншими. Це свого роду шизофренія.

Acting is not much different from a mental illness: an actor does nothing but sharing his personality with others. It’s a kind of schizophrenia.

Режисер багато взяв від персонажів своїх попередніх фільмів. Наприклад, Бруно Кортона (Ґассман) з фільму «Обгін» (італ. Il sorpasso) 1962 року чи Діно Версіні (Вальтер К'ярі) з фільму «Четвер» (італ. Il giovedì) — персонажі, що жили краще за свої можливості та прикидалися тими, ким вони насправді не були. Ті психологічні дисоціації, які ледве вгадувалися або ледве інтерналізувалися в попередніх роботах режисера, тут вийшли на поверхню в особі Фабіо. Кінокритик Роберто Курті назвав «Загублену душу» горрор-ремейком фільму «Четвер». У той час як в Італії вирували «Свинцеві роки», фільм Різі показав, що «навіть втеча від повсякденного життя чи замикання в гедонізмі божевілля не може бути рішенням: доктор Джекілл і Містер Гайд приречені на таку ж невдачу». Тоді як Арпіно намагався показати повсякденне життя тогочасної Італії через патологію особистості головного героя, Різі та Дзаппоні перетворили Венецію на символічне місце дії, позачасову рамку «сімейного театру», в якому професор і його «жертва-спільник-іграшка» культивує свою власну соліпсичну одержимість.
Також слід відзначити кількох оригінальних і ексцентричних другорядних персонажів. Наприклад, економка палаццо Штольців, Аннетта (Естер Карлоні) — худа й квола на вигляд стара жінка, яка насміхається з того, що представляє Тіно божевільним Барто, і по-дівчачому сміється, коли каже хлопцю, що божевільний іноді оголюється перед нею, але вона бачила й не таке, коли була медсестрою під час світової війни. Або бородатий знайомий дядька, який представляється графом (Мікеле Капніст), а потім виявляється круп'є в казино.
Водночас головна героїня історії Еліза, яку зіграла французька акторка Катрін Деньов — повністю підкоряється чоловікові та слухається його, як дитина, поки він насолоджується приниженням і психологічними тортурами, обіцянками, що не виконуються, і похвалами, що перетворюються на принизливі образи. Героїня стрічки зовсім не схожа на описану в романі Ґаллу, але продовжила тему роману та пов'язане з нею божевілля. Саме сюжетний поворот, в якому таємнича дівчинка Беба, в яку був закоханий професор, виявляється ніким іншим, як Елізою, занурює «Загублену душу» глибоко в готичну тему і водночас підіймає набагато серйозніші питання, ніж в оригінальному романі. Таким чином сценаристи вивели на поверхню одну з найпоширеніших тем італійської кіноготики: жах, пов'язаний з еротикою.

### Еротизм
Оповідач історії, Тіно, який у романі лише помітив анонімну жіночу фігуру за вікном, у фільмі закохується в молоду натурницю (Анісе Альвіна), що позує оголеною в художній студії. Різі та Дзаппоні не лише висвітлили проблеми молодика, але й поглибили тему сексуальної фрустрації, як ключа до проникнення в безумство героїв. У цьому сенсі одна з найважливіших сцен стрічки відбулася на початку, коли все ще бажана Еліза показує Тіно окремі спальні, де вони з чоловіком сплять, додаючи, що «він повертається пізно ввечері … я слабо сплю і страждаю від нервів; це може мене розбудити», виправдовуючись відповіддю на непоставлене питання про її відсутнє сексуальне життя.
Кінокритик Роберто Курті назвав фільм «медитацією в дусі Еросу, подібно до творчості Владіміра Набокова». На думку Курті головні герої «Загубленої душі» ніби продовжують історію «Лоліти»: Гумберт Гумберт (Фабіо), якому нарешті вдалося розділити себе надвоє, і постаріла та зів'яла Лоліта (Еліза), яку жодному Квілті так і не вдавалося вкрасти в нього. Обидва замкнені у власному пеклі, у пастці костюмів і масок, які вони вирішили носити, відчайдушно чіпляючись за персонажів, яких вони приречені грати, і врешті переможені згасанням бажання одне одного. Канадська дослідниця божевілля жінок у кіно і засновниця Міскатонікського інституту досліджень жахів, Кєр-Ла Дженіс у своїй праці House of Psychotic Women характеризувала відносини Фабіо та Елізи наступним чином:
…нема достойних чоловіка та дружини; є лише божевільний ентомолог і дитина-наречена, яку він зненавидів, коли вона втратила невинність і стала жіночою. […] …він сподівався тримати свою пристрасть і горе замкнутими на горищі… […] …Софія [Еліза] — зламана лялька, що підігрує, бо ніколи не знала іншого способу; вона була з цим чоловіком ще до статевого дозрівання. Крім того, у неї подвійне життя: вона поперемінно стає літньою жінкою… […] …і маленькою дівчинкою в стрічках і сукні ляльки, яку вона одягає, коли того вимагає хворий коханець.
оригінальний текст (англійська)
…there is no stately husband and wife; there is only an insane entomologist and fis child bride, who he came to detest when she grew out of innocence and into womanhood. Concocting a phony death for his lover and a bland identity for himself as an engineer with a rich wife, he had hoped to keep his passion and grief locked away in a room upstairs, where he could periodically act out the role of the crazy brother with his wagging tongue and broken dolls, and then re-emarge with tie straightened, hair combed, and id in check. Sofia, the broken doll in question, plays along, as she's never known any other way; she's been with this man since pre-pubescence. She also has a double life: alternating between being the ageing woman who's mostly bedridden and has a drink problem, and the little girl in ribbons and baby-doll dress that she regresses to when required by her sick lover.
— Кєр-Ла Дженіс, 
Розвиваючи цю думку, Курті прийшов до висновку, що Діно Різі осягнув і розвинув ідею застиглого, нерухомого, циклічного часу, який характеризував і деякі інші італійські готичні фільми, як то «Танок смерті» (італ. Danza macabra, 1964 рік) Антоніо Маргеріті та «Ліза та Диявол» (італ. Lisa e il diavolo, 1973 рік) Маріо Бава. На відміну від них, у «Загубленій душі» циклічність позбавлена усіх фантастичних і надприродних відтінків. Так Еліза, пояснюючи племіннику причину свого нездужання каже: «роки, як гумка, яка стирає все. Легка, невидима. Повільно вона проходить по очах, носу, роту та робить все розмитим, непевним, плутаним. Я відчуваю, як ця гумка проходить знову та знову кожної миті». Особливе ставлення до часу показано навіть у божевіллі професора, що оточив себе різноманітними предметами, але не може терпіти годинників, а особливо їхнього цокання. Крім того, саме місце дії, Венеція, є також відсилкою до часу. У першу чергу, через опис її словами Фабіо («літня жінка з неприємним запахом з рота»), який представив літньою жінкою, змучене часом містом, що попри нестримну плинність століть намагається не втратити себе: декаданське місто, декаданський палаццо та декаданські головні герої. Водночас Венеція знана як місто карнавалу, місто яке звикло носити маску. Усе, що з'являється у світлі дня, стає чимось іншим у нічній темряві, поки не повернеться світанок, зруйнувавши всі чари. І це стосується насамперед сексуальної одержимості, показаної у фільмі коханцями: Фабіо, який вночі перетворюється на божевільного Берто, а Еліза перевдягається у маленьку Бебу, поки не наступить світанок і вони обоє не повернуться до образів нещасливого подружжя.
З цієї точки зору тема фільму напрочуд близька до тем «комедії по-італійськи» середини-кінця 1970-х років. Наприклад, у фільмі, що вийшов того ж, 1977 року, «Дуже дрібний буржуа» (італ. Un borghese piccolo piccolo) Маріо Монічеллі зобразив лячну та жахливу трансформацію типового італійського «пересічного чоловіка» у виконанні Альберто Сорді, тоді як Різі показав загибель сексуального потягу такого ж італійця. Таким чином він зобразив есхатологічний страх старості та фізичного занепаду, теми, яка відзначає роботи найкращих італійських кінорежисерів того періоду: «Велике їдло» (фр. La Grande Bouffe) Марко Феррері, «Мої друзі» (італ. Amici miei) Маріо Монічеллі, «Казанова Федеріко Фелліні» (італ. Il Casanova di Federico Fellini).

## Прокат
27 листопада 1976 року стрічка отримала візу від цензорів під № 69446. В більшості країн фільм виходив в прокат під оригінальною італійською назвою (італ. Anima persa), у Франції виходив під назвою фр. Âmes perdues. Також мали місце оригінальні назви в деяких країнах:
- Іспанія,  Аргентина,  Португалія,  Бразилія — ісп. Alma perdida; Almas perdidas;
- Велика Британія,  Канада,  ФРН — англ. The Forbidden Room;
- Бельгія — нід. Verloren jeugd;
- Фінляндія — фін. Muukalaisia Venetsiassa;
- Угорщина — угор. Elveszett lélek;
- Польща — пол. Zagubione dusze;
- у світовому прокаті — англ. The Forbidden Room; Lost Soul.

Фільм вийшов у прокат в Італії 20 січня 1977 року. У Франції прем'єра відбулася 23 березня 1977 року. В інших країнах пізніше:
- Іспанія — 7 квітня 1977 року (Мадрид);
- СРСР — липень 1977 року (ММКФ)
- Фінляндія — 26 серпня 1977 року;
- Бельгія — 1 вересня 1977 року (Гент);
- Колумбія — 24 травня 1978 року;
- Польща — 29 травня 1978 року;
- Португалія — 21 вересня 1979 року;
- Франція — 19 січня 2015 року (Перший європейський кінофестиваль в Анже[fr]);
- Франція — 27 листопада 2019 року (перевидання).

Дистриб'юторами в Італії та Франції стали компанії Dean Film (Рим) та Les Productions Fox Europa (Франція). В інших країнах:
- Франція — Fox-Lira (1977);
- Португалія — Filmes Castello Lopes (1979);
- Італія,  Австрія — 20th Century Fox (1977);
- Іспанія — Divisa Home Video (2011—2013, DVD);
- Бразилія — Reserva Especial (VHS)[5][2].

У прокаті стрічка зібрала 857 мільйони лір. «Загублена душа» не отримала того ж успіху, що й попередня екранізація твору Арпіно режисером Діно Різі, «Запах жінки» (італ. Profumo di donna). За перший тиждень прем'єри в Парижі стрічка зібрала 35 тисяч глядачів в кінотеатрах, а всього — 136 тисяч. Світовий же прокат же налічував близько 330 тисяч глядачів.
Пізніше в Італії фільм вийшов на DVD у не надто якісній версії: відео в оригінальному анаморфному форматі 1.78:1, але без реставрації зображення, і без будь-якого додаткового вмісту на платівці. Водночас французьке видання DVD відрізняється від італійського, в ньому відновлені аудіо та відео, а також присутні додаткові відомості про виробництво, трейлер стрічки, а також інтерв'ю з оператором Тоніно Деллі Коллі. Крім того, фільм вийшов на Blu-ray. Крім самого фільму, тривалістю у 101 хвилину, видання містить доповнення у 16 хвилин. Озвучування офіційного видання — оригінальною італійською мовою з додатковими субтитрами.

## Критика
Деякі зміни в оригінальній історії Джованні Арпіно були неоднозначно сприйняті кінокритиками. Зокрема викликав здивування інший сетинг, не кажучи вже про інші зміни. З цього приводу Тулліо Кезич 1977 року писав:
Це виглядає так, наче цю історію розповідав суперечливий, розсіяний, ненадійний свідок, і справжнє значення роману Арпіно, як невдалого дипломного іспиту, втрачено.
оригінальний текст (англійська)
It is as if the story was told by a confabulating, distracted, unreliable witness, and the truest significance of Arpino’s novel, a flunked graduation exam, got lost.
— Тулліо Кезич про різницю між романом та екранізацією, 
Однак, з часом ставлення до фільму змінилося і сучасні критики набагато краще за Кезича ставляться до екранізації, хоч і відзначають її відмінності від оригінального твору. Даміано Колантоніо в італійському кіножурналі Nocturno писав, що фільм «…заслуговує на почесне місце якщо не серед психологічних трилерів, то принаймні серед італійської готики…». Письменник і режисер Карло Бальдаччі Карлі високо оцінив працю Різі. На його думку, режисер «зумів зрозуміти та розвинути елементи трилера, створивши фільм, сповнений напруги». Крім того, він відзначив роль Вітторіо Ґассмана, як одну з найцікавіших інтерпретацій актора, адже суворий, проникливо-звинувачувальний погляд Фабіо та скривлений рот Берто, в якому камера увічнює гру світлотіні, на думку Карлі, показує подвійність, яка червоною лінією проходить крізь увесь сюжет: жага до життя і ненависть до життя; бажання розповісти секрет, але роздратування бути викритим. Письменник назвав стрічку «сучасною переробкою» оповідання Едгара Аллана По «Вільям Вілсон» (англ. William Wilson), яку 1968 року невдало екранізував Луї Маль у кіноальманасі «Три кроки в маренні» (італ. Tre passi nel delirio).
Увесь фільм пронизаний тонким прихованим насильством, яке переходить від сцени до сцени, ніколи не проявляючись на візуальному рівні. Психологічне насильство дуже далеке від очевидного та часто гротескного, яке зазвичай зустрічається в трилерах. Насильство, яке проявляється в поглядах, у змінах модуляції голосу, у виборі кадрів і, звичайно, у бентежних викриттях, мимовільним свідком яких стає Тіно. По суті, режисер грає зі світлом і тінями, з ясністю та божевіллям, занурюючи нас у реальність, де все не так просто, як здається.
оригінальний текст (італійська)
Dino Risi ha saputo cogliere e sviluppare gli elementi del thriller, regalandoci un film carico di tensione e valorizzato da una delle più interessanti interpretazioni di Vittorio Gassman. È un film a tinte forti, torbido ed enigmatico, altamente metaforico. Tutta la pellicola è permeata da un violenza sottile, sottintesa, che striscia di sequenza in sequenza senza mai esplicitarsi a livello visivo. Una violenza psicologica assai lontana da quella palese e spesso grottesca che si trova generalmente nei thriller. Una violenza che si manifesta negli sguardi, nei cambiamenti della modulazione della voce, nella scelta delle inquadrature e naturalmente nelle sconcertanti rivelazioni di cui Tino diventa l'involontario testimone. Il regista, infatti, gioca con le luci e con le ombre, con la lucidità e la follia, immergendoci in una realtà dove niente è così semplice come appare.
— Карло Бальдаччі Карлі,